# 1. česká hokejová liga 2007/2008
1. česká hokejová liga 2007/2008 byla 15. ročníkem druhé nejvyšší české hokejové soutěže.

## Fakta
- 15. ročník samostatné druhé nejvyšší české hokejové soutěže
- V prolínací extraligové kvalifikaci tým BK Mladá Boleslav (vítěz 1. ligy) proti HC Slovan Ústečtí Lvi (Poslední celek extraligy) uspěl - vyhrál 4:1 na zápasy a postoupil do extraligy
- Týmy HK Jestřábi Prostějov a Hokej Šumperk 2003 přímo sestoupily do 2. ligy. Do dalšího ročníku 1. ligy postoupily týmy HC Chrudim a HC Benátky nad Jizerou.

### Systém soutěže
Soutěž je rozdělena na dvě skupiny, a to západní a východní. V každé skupině je osm týmů. Základní část čítá 44 kol a dělí se na tři fáze. V první fázi se utkají každý s každým dvakrát mezi sebou týmy jednotlivých skupin (14 kol). Následně se ve druhé fázi utká každý tým s každým týmem ze sousední skupiny dvakrát (16 kol). A nakonec, ve třetí fázi se stejně jako v první fázi utká dvakrát každý s každým v rámci jednotlivých skupin (14 kol).
Do play-off postupuje z každé skupiny 6 týmů, přičemž vítězové skupin a týmy na druhých místech postupují přímo do čtvrtfinále, ostatní hrají předkolo o zbylá 4 místa ve čtvrtfinále. Předkolo se hraje na 3 vítězná utkání. Čtvrtfinále, semifinále a finále se hraje na 4 vítězná utkání. Vítěz finále si vybojuje právo na účast v baráži o postup do extraligy, ve které se v sérii na 4 vítězné zápasy utká s posledním týmem čtyřčlenné skupiny play-out extraligy (skupinu play out tvoří týmy, které se umístí po základní části na jedenácté až čtrnácté pozici).
Kluby, které se po základní části umístí na sedmých a osmých pozicích jednotlivých skupin utvoří čtyřčlennou skupinu play-out, ve které se hraje čtyřkolově každý s každým. Do ní se započítávají i body získané v základní části. Celky, které skončí v této skupině na třetím a čtvrtém místě přímo sestupují do 2. ligy.

## Tabulka základní části

### Skupina západ
| Vysvětlivka                          |
| ------------------------------------ |
| Přímý postup do čtvrtfinále play off |
| Postup do předkola play off          |
| Účastník play out                    |

| Poř. | Tým                     | Z  | V  | VP | R | PP | P  | Skóre   | B   |
| ---- | ----------------------- | -- | -- | -- | - | -- | -- | ------- | --- |
| 1.   | BK Mladá Boleslav       | 44 | 34 | 4  | 0 | 4  | 2  | 182:71  | 114 |
| 2.   | KLH Chomutov            | 44 | 32 | 3  | 0 | 1  | 8  | 187:106 | 103 |
| 3.   | HC VCES Hradec Králové  | 44 | 23 | 4  | 0 | 8  | 9  | 150:114 | 85  |
| 4.   | HC Vrchlabí             | 44 | 20 | 4  | 0 | 4  | 16 | 127:110 | 72  |
| 5.   | Sportovní klub Kadaň    | 44 | 13 | 4  | 0 | 8  | 19 | 99:128  | 55  |
| 6.   | HC Rebel Havlíčkův Brod | 44 | 14 | 5  | 0 | 1  | 24 | 105:140 | 53  |
| 7.   | HC Berounští Medvědi    | 44 | 10 | 5  | 0 | 4  | 25 | 94:132  | 44  |
| 8.   | HC Most                 | 44 | 12 | 2  | 0 | 4  | 26 | 100:154 | 44  |

### Skupina východ
| Vysvětlivka                          |
| ------------------------------------ |
| Přímý postup do čtvrtfinále play off |
| Postup do předkola play off          |
| Účastník play out                    |

| Poř. | Tým                            | Z  | V  | VP | R | PP | P  | Skóre   | B  |
| ---- | ------------------------------ | -- | -- | -- | - | -- | -- | ------- | -- |
| 1.   | HC Olomouc                     | 44 | 24 | 6  | 0 | 2  | 12 | 150:107 | 86 |
| 2.   | HC Kometa Brno                 | 44 | 25 | 3  | 0 | 4  | 12 | 154:109 | 85 |
| 3.   | Havířovská hokejová společnost | 44 | 20 | 1  | 0 | 5  | 18 | 133:137 | 67 |
| 4.   | HC Sareza Ostrava              | 44 | 16 | 3  | 0 | 8  | 17 | 137:131 | 62 |
| 5.   | HC Dukla Jihlava               | 44 | 16 | 5  | 0 | 2  | 21 | 128:151 | 60 |
| 6.   | SK Horácká Slavia Třebíč       | 44 | 14 | 3  | 0 | 3  | 24 | 96:137  | 51 |
| 7.   | HK Jestřábi Prostějov          | 44 | 9  | 6  | 0 | 3  | 26 | 116:160 | 42 |
| 8.   | Hokej Šumperk 2003             | 44 | 7  | 5  | 0 | 2  | 30 | 98:169  | 33 |

## Hráčské statistiky základní části

### Kanadské bodování
Toto je konečné pořadí hráčů podle dosažených bodů. Za jeden vstřelený gól nebo přihrávku na gól hráč získal jeden bod.
| Poř. | Hráč            | Tým                                 | Z  | G  | A  | B  | TM | +/- |
| ---- | --------------- | ----------------------------------- | -- | -- | -- | -- | -- | --- |
| 1.   | Milan Kostourek | KLH Chomutov                        | 44 | 26 | 27 | 53 | 30 | 81  |
| 2.   | Milan Ministr   | HC Olomouc                          | 44 | 22 | 23 | 45 | 11 | 96  |
| 3.   | Oldřich Bakus   | HC Dukla Jihlava                    | 35 | 20 | 25 | 45 | 11 | 44  |
| 4.   | Martin Kotásek  | HK Jestřábi Prostějov               | 41 | 19 | 26 | 45 | -1 | 40  |
| 5.   | Pavel Šebesta   | HC Sareza Ostrava BK Mladá Boleslav | 39 | 15 | 30 | 45 | 20 | 76  |
| 6.   | Pavel Vostřák   | HC Kometa Brno                      | 42 | 17 | 27 | 44 | 12 | 45  |
| 7.   | Richard Brančík | HC Olomouc                          | 44 | 16 | 28 | 44 | 24 | 34  |
| 8.   | Richard Král    | BK Mladá Boleslav                   | 39 | 19 | 23 | 42 | 25 | 53  |
| 9.   | Tomáš Nouza     | BK Mladá Boleslav                   | 43 | 23 | 18 | 41 | 27 | 32  |
| 10.  | Daniel Boháč    | BK Mladá Boleslav                   | 42 | 22 | 18 | 40 | 18 | 66  |

### Hodnocení brankářů
Toto je konečné pořadí nejlepších deset brankářů.
| Poř. | Hráč              | Tým                            | Z  | MIN  | OG  | PZ   | PS   | POG  | Úsp%  |
| ---- | ----------------- | ------------------------------ | -- | ---- | --- | ---- | ---- | ---- | ----- |
| 1.   | Jakub Štěpánek    | HC Sareza Ostrava              | 26 | 1523 | 55  | 958  | 1013 | 2.17 | 94.57 |
| 2.   | Filip Šindelář    | BK Mladá Boleslav              | 32 | 1888 | 52  | 844  | 896  | 1.65 | 94.20 |
| 3.   | Luboš Horčička    | KLH Chomutov                   | 37 | 2187 | 84  | 1185 | 1269 | 2.30 | 93.38 |
| 4.   | Vladislav Koutský | HC VCES Hradec Králové         | 34 | 2014 | 76  | 1061 | 1137 | 2.26 | 93.32 |
| 5.   | Štefan Žigárdy    | HC Olomouc                     | 36 | 2081 | 75  | 1037 | 1112 | 2.16 | 93.26 |
| 6.   | Petr Ševčík       | HC Vrchlabí                    | 16 | 944  | 38  | 470  | 508  | 2.42 | 92.52 |
| 7.   | Michal Valent     | Havířovská hokejová společnost | 39 | 2288 | 110 | 1358 | 1468 | 2.88 | 92.51 |
| 8.   | Michal Nedvídek   | SK Horácká Slavia Třebíč       | 33 | 1771 | 88  | 1066 | 1154 | 2.98 | 92.37 |
| 9.   | Pavel Falta       | HC Dukla Jihlava               | 23 | 1356 | 60  | 683  | 743  | 2.65 | 91.92 |
| 10.  | Milan Řehoř       | HC Dukla Jihlava               | 36 | 2110 | 110 | 1244 | 1354 | 3.13 | 91.88 |

## Předkolo play off
- HC VCES Hradec Králové - SK Horácká Slavia Třebíč 3:2 (2:3, 10:0, 1:3, 4:1, 7:2)
- HC Vrchlabí - HC Dukla Jihlava 3:2 (3:1, 4:3, 2:7, 1:2, 1:0)
- Havířovská hokejová společnost - HC Rebel Havlíčkův Brod 1:3 (2:3 P, 1:2 P, 2:1, 2:5)
- HC Sareza Ostrava - Sportovní klub Kadaň 3:0 (3:1, 4:2, 4:0)

## Vyřazovací boje
|  | Čtvrtfinále             | Čtvrtfinále    |                   |   | Semifinále | Semifinále |  |  | Finále | Finále |
|  |                         |                |                   |   |            |            |  |  |        |        |
|  |                         |                |                   |   |            |            |  |  |        |        |
|  | BK Mladá Boleslav       | 4              |                   |   |            |            |  |  |        |        |
|  | BK Mladá Boleslav       | 4              |                   |   |            |            |  |  |        |        |
|  | HC Rebel Havlíčkův Brod | 0              |                   |   |            |            |  |  |        |        |
|  | HC Rebel Havlíčkův Brod | 0              | BK Mladá Boleslav | 4 |            |            |  |  |        |        |
|  |                         |                | BK Mladá Boleslav | 4 |            |            |  |  |        |        |
|  |                         | HC Kometa Brno | 3                 |   |            |            |  |  |        |        |
|  | HC Kometa Brno          | HC Kometa Brno | 3                 | 4 |            |            |  |  |        |        |
|  | HC Kometa Brno          |                |                   | 4 |            |            |  |  |        |        |
|  | HC VCES Hradec Králové  | 2              |                   |   |            |            |  |  |        |        |
|  | HC VCES Hradec Králové  | 2              | BK Mladá Boleslav | 4 |            |            |  |  |        |        |
|  |                         |                | BK Mladá Boleslav | 4 |            |            |  |  |        |        |
|  |                         | KLH Chomutov   | 0                 |   |            |            |  |  |        |        |
|  | HC Olomouc              | KLH Chomutov   | 0                 | 4 |            |            |  |  |        |        |
|  | HC Olomouc              |                |                   | 4 |            |            |  |  |        |        |
|  | HC Sareza Ostrava       | 1              |                   |   |            |            |  |  |        |        |
|  | HC Sareza Ostrava       | 1              | HC Olomouc        | 2 |            |            |  |  |        |        |
|  |                         |                | HC Olomouc        | 2 |            |            |  |  |        |        |
|  |                         | KLH Chomutov   | 4                 |   |            |            |  |  |        |        |
|  | KLH Chomutov            | KLH Chomutov   | 4                 | 4 |            |            |  |  |        |        |
|  | KLH Chomutov            |                |                   | 4 |            |            |  |  |        |        |
|  | HC Vrchlabí             | 1              |                   |   |            |            |  |  |        |        |
|  | HC Vrchlabí             | 1              |                   |   |            |            |  |  |        |        |

## Čtvrtfinále
- BK Mladá Boleslav - HC Rebel Havlíčkův Brod 4:0 (4:1, 6:5 P, 3:2 P, 4:3)
- HC Olomouc - HC Sareza Ostrava 4:1 (6:2, 7:3, 4:6, 3:2 P, 7:4)
- KLH Chomutov - HC Vrchlabí 4:1 (3:1, 4:1, 0:5, 4:2, 7:3)
- HC Kometa Brno - HC VCES Hradec Králové 4:2 (2:1 P, 1:2, 3:1, 1:6, 6:5 P, 3:2)

## Semifinále
- BK Mladá Boleslav - HC Kometa Brno 4:3 (4:2, 4:3, 0:4, 0:3, 6:3, 1:6, 2:1 P)
- HC Olomouc - KLH Chomutov 2:4 (5:2, 7:6 SN, 1:4, 0:2, 2:3, 0:7)

## Finále
- BK Mladá Boleslav - KLH Chomutov 4:0 ( 2:1 SN, 4:1, 6:5 SN, 3:2 )

BK Mladá Boleslav postoupila do baráže o extraligu

## Play-out
| Poř. | Tým                   | Z  | V  | VP | R | PP | P  | Skóre   | B  |
| ---- | --------------------- | -- | -- | -- | - | -- | -- | ------- | -- |
| 1.   | HC Berounští Medvědi  | 56 | 19 | 6  | 0 | 4  | 27 | 133:148 | 73 |
| 2.   | HC Most               | 56 | 18 | 2  | 0 | 4  | 32 | 142:184 | 62 |
| 3.   | HK Jestřábi Prostějov | 56 | 13 | 6  | 0 | 4  | 33 | 152:202 | 55 |
| 4.   | Hokej Šumperk 2003    | 56 | 10 | 6  | 0 | 3  | 37 | 129:229 | 45 |

Týmy Prostějova a Šumperka sestoupily do dalšího ročníku 2. ligy.

## Kvalifikace o 1. ligu
| Poř. | Tým                    | Z | V | VP | R | PP | P | Skóre | B  |
| ---- | ---------------------- | - | - | -- | - | -- | - | ----- | -- |
| 1.   | HC Chrudim             | 4 | 3 | 1  | 0 | 0  | 0 | 18:9  | 11 |
| 2.   | HC Benátky nad Jizerou | 4 | 1 | 0  | 0 | 2  | 1 | 12:15 | 5  |
| 3.   | HC Technika Brno       | 4 | 0 | 1  | 0 | 0  | 3 | 10:16 | 2  |

Týmy Chrudimi a Benátek nad Jizerou postoupily do dalšího ročníku 1. ligy.